# Schwarzer Herrgott bei Schwarzenbruck

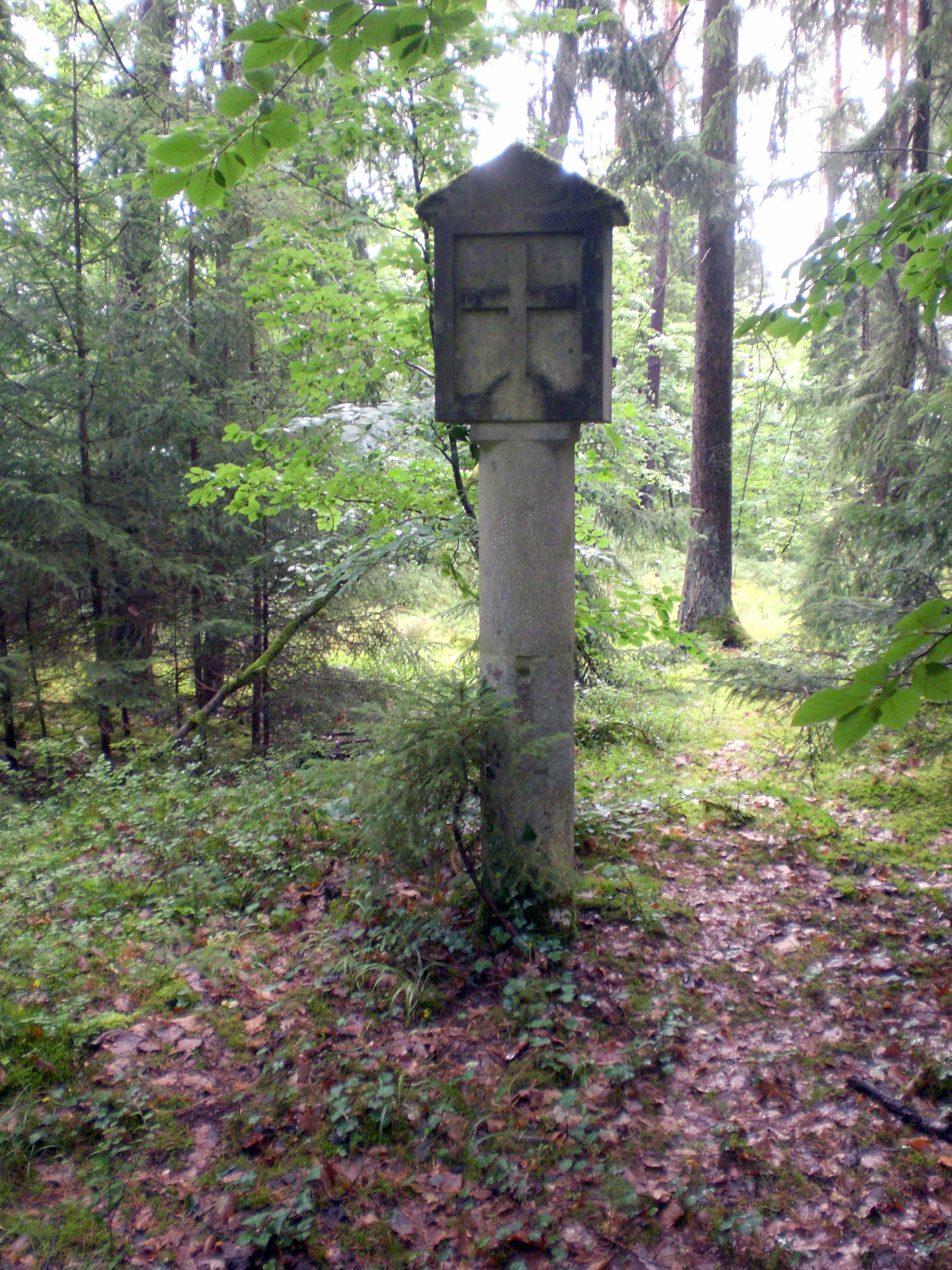
Schwarzer Herrgott

Der Schwarze Herrgott ist eine Devotionssäule aus Dolomit-Gestein. Die schlanke Säule steht im Wald des gemeindefreien Gebiets Feuchter Forst nördlich von Schwarzenbruck in Mittelfranken.
Früher war sie noch mit einem Bild versehen, das den Gnadenstuhl oder die Dreifaltigkeit zeigte, daher der Name Herrgott. Die Säule steht relativ nah an der Schwarzach, daher der Name Schwarzer Herrgott.